# Friedrich von Alten (Landrat)
Friedrich Kurt von Alten (* 13. Juli 1888 in Groß Strehlitz, Provinz Schlesien; † 22. August 1944 in Landsberg an der Warthe) war ein deutscher Verwaltungsjurist.

## Leben
Er wurde als Sohn des Landrats Viktor von Alten (1854–1917) und der Bianka Schneider geboren und hatte zwei Schwestern.
Friedrich von Alten besuchte das Königliche Gymnasium zu Groß Strelitz in Schlesien. Nach dem Abitur immatrikulierte er sich zum Sommersemester (SS) 1907 für Rechtswissenschaft an der Ruprecht-Karls-Universität Heidelberg. Zum folgenden Wintersemester (WS) ging er an die Eberhard-Karls-Universität. Am 4. März 1908 wurde er im väterlichen Corps Borussia Tübingen recipiert. Zum WS 1908/09 wechselte er an die Friedrich-Wilhelms-Universität zu Berlin. Er war schließlich vom Sommersemester 1909 bis zum WS 1910/11 an der Georg-August-Universität Göttingen und bestand 1911 das Referendarexamen.
Als Leutnant der Reserve und Abteilungs-Adjutant zog er 1914 in den Ersten Weltkrieg. Als Batterieführer an der Westfront wurde er zweimal verwundet. Er setzte nach der Demobilisierung den Vorbereitungsdienst fort und bestand 1920 das Assessorexamen. Nach der Prüfung als Regierungsassessor kam er zur Regierung in Breslau. 1922 wurde er zum Regierungsrat ernannt.
In der Zeit des Nationalsozialismus war er von 1933 bis 1944 Landrat in Schlesien, im Sudetenland und in der Neumark, nämlich in Groß Strelitz (1933/34), Hirschberg (1933–1937), Aussig (1938/39, komm.) und Landsberg (1937–1944).
Er trat zum 1. August 1935 der NSDAP bei (Mitgliedsnummer 3.678.963). Friedrich von Alten wurde bereits vor 1933 Ehrenritter des Johanniterordens, die Mitgliedschaft in der Kongregation ist nach den vorletzten Ausgabe des Gotha mit Redaktionsschluss Oktober 1940 nicht mehr belegbar; zumal per Erlass von R. Heß die Doppelmitgliedschaft mit der NSDAP seit Februar 1938 allgemein untersagt wurde. 
Als er nach dem Attentats vom 20. Juli 1944 von der Geheimen Staatspolizei vernommen oder verhaftet werden sollte, ging er in den Freitod.
Verheiratet war er seit 1920 mit Annemarie geb. Greinert (* 1897), Tochter der Anna Neusch und des Apothekenbesitzers Max Greinert. Annemarie und Friedrich von Alten hatten zwei Söhne. Eberhard wurde 1921 in Ratibor geboren und fiel als Leutnant eines Panzergrenadier-Regiments 1944 am Monte Cassino. Hans-Jürgen, geboren 1925 in Breslau, starb als Leutnant und Ordonnanzoffizier 1945 in Ostpreußen. Frau von Alten lebte als Witwe in Berlin.

## Ehrungen
- Eisernes Kreuz 2. und 1. Klasse
- Verwundetenabzeichen
- Oldenburgisches Friedrich-August-Kreuz 2. und 1. Klasse
- Schlesisches Bewährungsabzeichen  2. und 1. Klasse

## Genealogie
- Gothaisches Genealogisches Taschenbuch der Adeligen Häuser. Zugleich Adelsmatrikel der D.A.G. Teil A [Uradel]. 1941. Jg. 40, Justus Perthes, Gotha 1940, S. 5–6. Siehe: FamilySearch.
- Walter von Hueck. Et al.: Genealogisches Handbuch der Adeligen Häuser. A (Uradel) 1979. Band XV, Band 71 der Gesamtreihe GHdA, Hrsg. Deutsches Adelsarchiv, C. A. Starke Verlag, Limburg (Lahn) 1979, ISSN 0435-2408, S. 30–32.